# Phakellia sur
Phakellia sur är en svampdjursart som beskrevs av Carvalho, Desqueyroux-Faúndez och L. Hajdu 2007. Phakellia sur ingår i släktet Phakellia och familjen Axinellidae. Inga underarter finns listade i Catalogue of Life.